# Mammillaria albilanata
Mammillaria albilanata (укр. Мамілярія альбіланата, Мамілярія білошерстиста) — сукулентна рослина з роду мамілярія родини кактусових.

## Загальна біоморфологічна характеристика
Недавні дослідження показали, що цей вид досить мінливий — і в стеблі, і в колючках, і в здібностях рослини формувати групи.
| Орган              | Опис |
| ------------------ | --- |
| Стебло             | товсте, від кульового до коротко-циліндричного, вершина запала, до 15 см заввишки і до 8 см в діаметрі, практично повністю покрите колючками, з густим білим пухом на верхівці, зазвичай одиночне, іноді з віком зустрічається кілька стебел. |
| Епідерміс          | |
| Маміли             | (соски) сіро-зелені, розташовані по спіралі, тверді, без молочного соку, зверху циліндрично-конічні. |
| Ареоли             | вкриті коротким білим пухом. |
| Аксили             | великі, з довгими білими волосками, так само вкриті білим щільним пухом, особливо в області цвітіння. |
| Центральні колючки | 2-4, жорсткі, тонкі, прямі, шилоподібні, від білого до кремового відтінку, з коричневими кінцями, 2-3 мм завдовжки, вони настільки короткі, що або ховаються в пусі або ледь виступають з нього.                                              |
| Радіальні колючки  | 15-20 (-26), жорсткі, тонкі, прямі або трохи зігнуті, вапняно-білі, трохи коричневі в основі, 2-4 мм завдовжки, бічні довші. |
| Квіти              | маленькі, серед пуху, кармінові, багряно-від рожевого до рожевого відтінку, до 7 мм завдовжки. |
| Плоди              | від рожевих до червоних. |
| Насіння            | блідо-коричневе. |

## Ареал

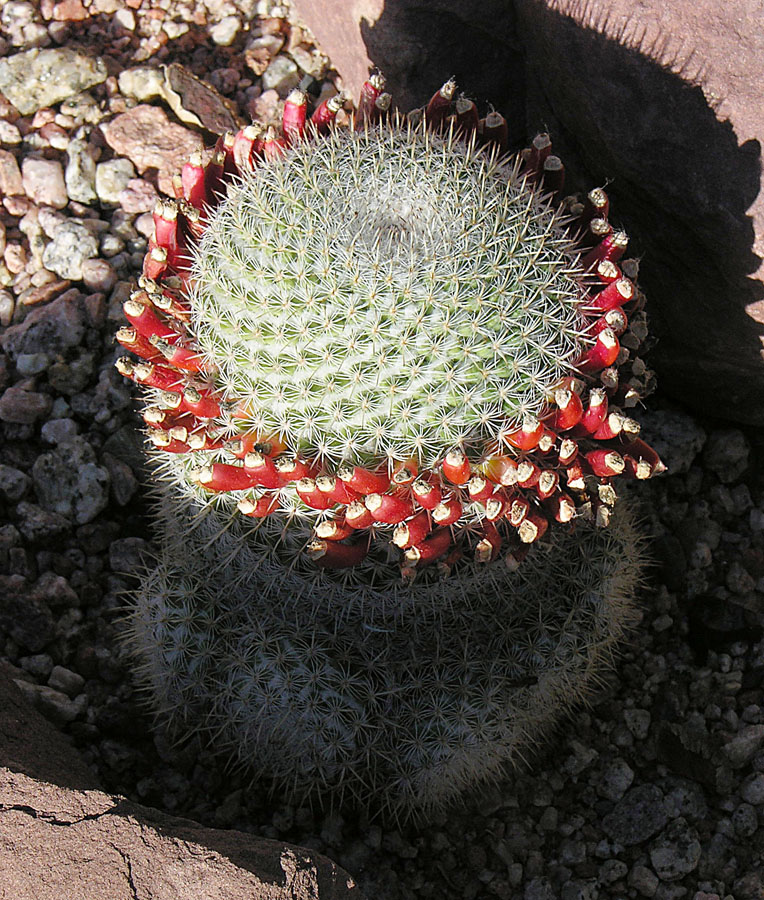
Mammillaria albilanata ssp. oaxacana з плодами

Цей ендемік поширений в Мексиці (Герреро, Оахака, Пуебла, Чіапас, Коліма), його ареалом є спекотні пустелі на висоті 500 — 2 000 м над рівнем моря.

## Охоронні заходи
Mammillaria albilanata входить до Червоного Списку Міжнародного Союзу Охорони Природи видів, з найменшим ризиком (LC).
Охороняється Конвенцією про міжнародну торгівлю видами дикої фауни і флори, що перебувають під загрозою зникнення (CITES).

## Підвиди
Визнано чотири підвиди Mammillaria albilanata.

### Mammillaria albilanata subsp. albilanata
| Орган             | Опис                       |
| Радіальні колючки | 15-20.                     |
| Квіти             | темно-червоні (кармінові). |
| Ареал зростання   | мешкає лише в Герреро.     |

### Mammillaria albilanata subsp. oaxacana
| Орган              | Опис |
| Стебло             | більш кулясте, ніж колоноподібне, не більше 10-12 см заввишки і до 8 см в діаметрі.                                                     |
| Центральні колючки | 1-4 (-6), голкоподібні, склоподібно-білі з коричневими кінцями, завдовжки до 7 мм.                                                      |
| Радіальні колючки  | 20-22 (13-27), до 4 мм завдовжки. |
| Квіти              | від яскраво-червоні-червоного до рожевого відтінку.                                                                                     |
| Плоди              | червоні. |
| Насіння            | коричневе. |
| Ареал зростання    | Зустрічається в Оахака і Пуебла. Південна частина ареалу розповсюдження виду. Мешкає на висоті від 700 до 2 400 метрів над рівнем моря. |

### Mammillaria albilanata subsp. reppenhagenii
| Орган              | Опис |
| Стебло             | кулясте до коротко-циліндричного, до 9 см — іноді 15 см заввишки, в діаметрі 6 см. |
| Ареоли і аксили    | з коротким постійним білим пухом. |
| Центральні колючки | 2-5, зазвичай 4, від 3 до 6,5 мм завдовжки, спочатку рожеві або червонувато-коричневого відтінку з темнішими кінцями, пізніше в основі стають блідішими.                                                                       |
| Радіальні колючки  | переважно 22 або 23, змінюючись від 19 до 26, білі, завдовжки 2-3 мм, з боків довші. |
| Квіти              | маленькі, від 10 до 12 мм завдовжки, в діаметрі від 5 до 8 мм, яскраво-червоні (кармінові) із світлішими краями. |
| Плоди              | червоні. |
| Насіння            | коричневе. |
| Ареал зростання    | Зустрічається у штаті Коліма, в маленькій області на південно-західному узбережжі Мексики, розташованій між Халіско і Мічоаканом на висоті від 900 до 1300 метрів над рівнем моря. Західна частина ареалу розповсюдження виду. |

### Mammillaria albilanata subsp. tegelbergiana
Рослина зазвичай одиночна, кущиться переважно в штучних умовах.
| Орган              | Опис |
| Стебло             | здавлене-кулясте до напів-циліндричного, 7 см заввишки, 6 см в діаметрі. |
| Ареоли             | спочатку з білим пухом. |
| Центральні колючки | 4, іноді 6, від білиого до солом'яного відтінку, завдовжки від 3 до 7 мм з темно-коричневими кінцями.                                                                       |
| Радіальні колючки  | 18-24, білі, від 2 до 4 мм завдовжки. |
| Квіти              | багрянисто-рожеві, завдовжки 13 мм, в діаметрі 5 мм, рильця жовті. |
| Плоди              | червоні. |
| Насіння            | коричневе. |
| Ареал зростання    | Східна частина ареалу розповсюдження виду. Виростає в Чіапасі на висоті від 700 до 2 200 метрів над рівнем моря. Зустрічається на відкритій місцевості і в щілинах вапняку. |